# The Brave Hunter
The Brave Hunter è un cortometraggio muto del 1912 diretto da Mack Sennett.

## Produzione
Il film fu prodotto dalla Biograph Company.

## Distribuzione
Distribuito dalla General Film Company, il film - un cortometraggio di 150 metri - uscì nelle sale cinematografiche USA il 22 aprile 1912. Nelle proiezioni, veniva programmato con il sistema dello split reel, accorpato in un'unica bobina con un altro cortometraggio prodotto dalla Biograph, la commedia Won by a Fish.
Il film, ancora esistente, è stato distribuito in VHS dalla Grapevine Video.